# Josef Remold (Polizist)
Josef Remold (* 13. Januar 1902 in Eichstätt; † 9. Oktober 1985 in München) war ein deutscher Polizist, der für Kriegsverbrechen im Zweiten Weltkrieg verantwortlich war und nach dem Krieg der erste Präsident der Bayerischen Bereitschaftspolizei wurde.

## Politisches, militärisches und polizeiliches Wirken
Bereits als 17-Jähriger nahm Josef Remold im Freikorps Oberland im Mai 1919 an der Niederschlagung der Münchner Räterepublik, die für ihn eine »ausgeartete Schreckensherrschaft« darstellte, teil. Die Erfahrungen des Polizei-Oberleutnants Remold in der HJ fanden ihren Niederschlag im „Handbuch für die Hitler-Jugend“ (Diessen 1933). Während des Überfalls auf Polen diente er als Adjutant im GJR 100. Beim Feldzug gegen Frankreich führte Remold ein Bataillon (III./GJR 99). Im Krieg gegen Jugoslawien und gegen die Sowjetunion war er Adjutant des XXXXIX. Gebirgsarmeekorps. In Dietls 20. Gebirgs-Armee diente er als Adjutant an der Eismeerfront.

## Erschießung italienischer Kriegsgefangener auf Korfu
Nach dem Ausscheiden Italiens aus dem Krieg im September 1943 wurden einem Führerbefehl folgend italienische Offiziere erschossen. Auf dem seit 1941 italienisch besetzten Korfu wurden die Erschießungen von den Soldaten der 1. Gebirgs-Division der Wehrmacht unter General Walter Stettner durchgeführt. Verantwortlich für die Erschießungen war der Kommandeur der „Einsatzgruppe Korfu“, Oberstleutnant Josef Remold. Direkt nach Eroberung der Insel von den Italienern wurden der Befehlshaber der italienischen Einheiten, Colonnello Luigi Lusignani, der Kommandeur des 49. Infanterie-Regiments, Colonnello Elio Bettini, und weitere 28 Offiziere der italienischen Divisionen „Acqui“ und „Parmi“ erschossen. In den folgenden Tagen wurden weitere italienische Offiziere umgebracht, deren genaue Zahl nicht bekannt ist. Remold ließ die Leichen der Erschossenen ins Meer werfen. Seinen Einsatz auf der ionischen Insel Korfu im Herbst 1943 bezeichnete Remold als den Höhepunkt seiner Militärlaufbahn.
Am 8. Juni 1944 wurde Remold für „vielfach bewiesene außergewöhnliche Tapferkeitsleistungen“ das Deutsche Kreuz in Gold verliehen. Am 20. April 1945 wurde Oberst Remold als Nachfolger von Generalleutnant Max Pemsel zum Kommandeur der 6. Gebirgs-Division ernannt. Remold bestätigte als Divisionskommandeur und Gerichtsherr Todesurteile gegen Wehrmachtsangehörige, die noch nach Kriegsende in Norwegen vom Kriegsrichter Wilhelm Spies verhängt worden waren.
Im Januar 1946 wurde Remold in sowjetische Kriegsgefangenschaft überstellt; er wurde im Januar 1951 entlassen. Remold war der erste Präsident der Bayerischen Bereitschaftspolizei.
Gegen Spies und Remold wurde 1972 bei der Staatsanwaltschaft München wegen der am 10. Mai 1945 vollstreckten Todesurteile an vier aus Österreich stammenden Soldaten, die nach Schweden fliehen wollten, ein strafrechtliches Ermittlungsverfahren eingeleitet. Das Verfahren gegen beide wurde eingestellt. Im Jahr 1978 machte das Dokumentationsarchiv des österreichischen Widerstandes auf den Fall aufmerksam.

## Zitat
„Es waren Briten, die uns damals nach einem der Churchill-Roosevelt-Stalin-Beschlüsse ohne Bedenken an die Sowjets auslieferten. […] Wir sahen kurz Deutschland: Das zerstörte Hamburg und Lübeck. In weitem Bogen wurde abgesperrt, wo wir erschienen. Kein Gruß auf deutscher Erde nach sechsjähriger Pflichterfüllung an den Fronten. Wir ahnten Böses, wollten aber nicht daran glauben, da unser Gewissen rein war.“